# (29983) Amyxu
(29983) Amyxu est un astéroïde de la ceinture principale.

## Description
(29983) Amyxu est un astéroïde de la ceinture principale. Il fut découvert le 4 novembre 1999 à Socorro (Nouveau-Mexique) par le projet LINEAR. Il présente une orbite caractérisée par un demi-grand axe de 3,10 UA, une excentricité de 0,10 et une inclinaison de 1,3° par rapport à l'écliptique.

## Compléments